# Глобоко (Радовлиця)
Глобоко (словен. Globoko) — поселення в общині Радовлиця, Горенський регіон, Словенія. Висота над рівнем моря: 402 м.